# Loch Hope
Loch Hope ist ein Süßwassersee im schottischen Hochland. Er liegt in der ehemaligen Grafschaft Sutherland in der Council Area Highland. Der See hat die typisch langgezogene Form eines in der Eiszeit durch Gletscher entstandenen Sees. Loch Hope ist circa 9,5 km lang, aber nur maximal 1,2 km breit. Benannt ist er nach dem Berg Ben Hope, der sich steil über dem Südostufer des Sees erhebt.
Loch Hope ist einer der nördlichsten Seen Schottlands. Er liegt zwischen den Meeresbuchten Loch Eriboll im Westen und Kyle of Tongue im Osten. Der Hauptzufluss des Sees ist der Strathmore River, der Loch Hope im Süden mit Wasser speist. Darüber hinaus münden auf der gesamten Uferlänge des Sees zahlreiche Bäche in Loch Hope. Die größten dieser Bäche sind An Garbh allt, Allt a’ Mhuillinn und Allt a’ Phris Ghil. Loch Hope entwässert im Norden in den River Hope, dessen Quelle er ist. 
Die Ufer des Loch Hope sind weitgehend unbewohnt. Lediglich am Nordufer des Sees befindet sich das Dorf Hope, welches aber nur aus wenigen Gehöften besteht. Bei Hope wird der See von der gut ausgebauten A838 erschlossen. Auch das Ostufer ist über eine kleine Straße von Hope aus erreichbar. Das westliche und das südliche Ufer sind hingegen mit dem Auto nicht zugänglich. 
Loch Hope ist ein beliebtes Angelgebiet, in dem ausschließlich von Booten aus gefischt wird. Gefangen werden vor allem Forellen.

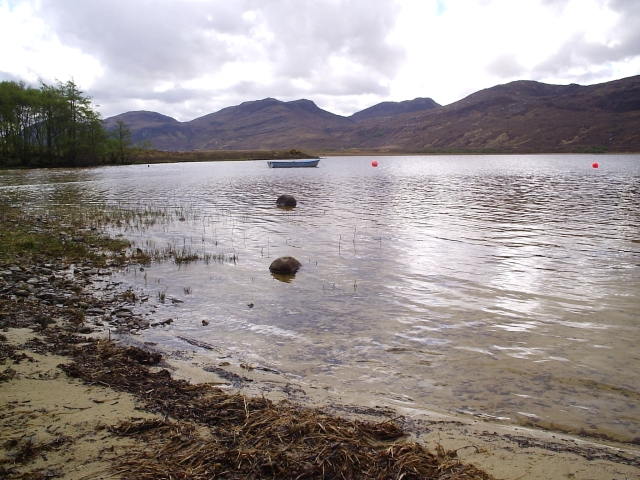
Ufer des Loch Hope mit einem der Fischerboote

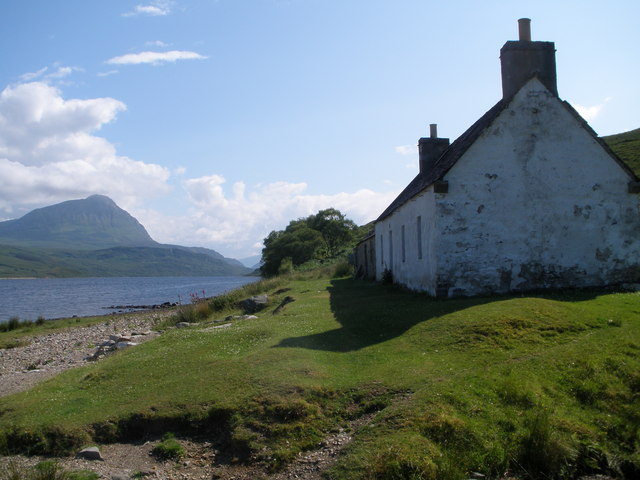
Arnaboll

Torran a 'Bhuachaille ist ein runder Cairn, mit einer Vertiefung in der Mitte, die wahrscheinlich die Position der Kammer markiert. Er liegt an der Westseite von Loch Hope. Eine große vertikale Platte, vielleicht der Endstein, ist erhalten. In der nahen Wüstung Arnaboll befinden sich die Reste eines anderen Grabhügels.